# Lijst van Duitse gemeenten
De lijst van Duitse gemeenten is vanwege het grote aantal Duitse gemeenten en het voorkomen van bijzondere vormen van gemeenten (Amt, Samtgemeide, etc.) onderverdeeld in een aantal afzonderlijke lijsten. Het eerste deel betreft een overzicht van lijsten van zelfstandige steden en gemeenten per Duitse deelstaat. Het tweede deel betreft een overzicht van lijsten van bijzondere gemeentevormen per Duitse deelstaat.

## Lijsten van Duitse steden en gemeenten
- Lijst van steden en gemeenten in Baden-Württemberg
- Lijst van steden en gemeenten in Beieren
- Lijst van steden en gemeenten in Brandenburg
- Lijst van steden en gemeenten in Hessen
- Lijst van steden en gemeenten in Mecklenburg-Voor-Pommeren
- Lijst van steden en gemeenten in Nedersaksen
- Lijst van steden en gemeenten in Noordrijn-Westfalen
- Lijst van steden en gemeenten in Rijnland-Palts
- Lijst van steden en gemeenten in Saarland
- Lijst van steden en gemeenten in Saksen
- Lijst van steden en gemeenten in Saksen-Anhalt
- Lijst van steden en gemeenten in Sleeswijk-Holstein
- Lijst van steden en gemeenten in Thüringen

## Lijsten van bijzondere Duitse gemeenten
- Lijst van Gemeindeverwaltungsverbanden in Baden-Württemberg
- Lijst van Verwaltungsgemeinschafte in Beieren
- Lijst van Ämter in Brandenburg
- Lijst van Ämter in Mecklenburg-Vorpommern
- Lijst van Samtgemeinden in Nedersaksen
- Lijst van Verbandsgemeinden in Rijnland-Palts
- Lijst van Verwaltungsgemeinschaften in Saksen
- Lijst van Verbandsgemeinden in Saksen-Anhalt
- Lijst van Ämter in Sleeswijk-Holstein
- Lijst van Verwaltungsgemeinschaften in Thüringen